# Ládví (Kamenice)
Ládví je vesnice v okrese Praha-východ, součástí obce Kamenice. Nachází se 2 km na jihovýchod od Kamenice. Vesnicí prochází silnice II/603, tzv. Stará benešovská. Je zde evidováno 412 adres.
V katastrálním území Ládví leží i místní části Olešovice a Ládeves.

## Pamětihodnosti
- kaplička sv. Jana Nepomuckého
- socha sv. Jana Nepomuckého
- rozhledna Vlková – dřevěný lovecký pavilon s rozhlednou na vrcholu stejnojmenného kopce, veřejně nepřístupný[3]
- barokní statek
- klasicistní letohrádek
- rozhledna Ládví na vrcholu Vlková (cestou do Ládevsi) – jejím zřízením bylo podmíněno povolení stavby stožáru mobilní telefonní sítě, jehož je rozhledna součástí[4]
- funkcionalistická vila Jaroslava Krejčího, později pod krycím názvem Venkov sloužila komunistickému ministerstvu vnitra[5]

### Kaplička sv. Jana Nepomuckého
Kaplička zasvěcená sv. Janu Nepomuckému je drobná obdélná stavba s valbovou střechou. Na vrcholu střechy dvouramenný kříž, v hlavním průčelí žulové ostění s mříží. Interiér kaple je jednoduchý s vyzděným oltářem a nikou pro sochu sv. Jana Nepomuckého. Přesné datum výstavby není známé, první písemná zmínka pochází z místní kroniky z roku 1823, není však vyloučené, že se jedná o stavbu mnohem starší. Během let byla socha sv. Jana Nepomuckého ztracena a nahrazena soškou Jezulátka. V současné době probíhá rekonstrukce, kdy byly zpevněny obvodové zdi, okopaná omítka do výšky jednoho metru a nově položená dlažba. Kaplička je dle NPÚ dobrou ukázkou dobových stavebních technik a postupů.

### Socha sv. Jana Nepomuckého
Socha sv. Jana Nepomuckého pochází z počátku 19. století. Socha je vytesána z pískovce na žulovém podstavci. Autorem sochy je místní sochař Jos. Krondl. Nedaleko sochy je žulová zvonička s umíráčkem z roku 1827 a pomník padlým hrdinům z první světové války. Všechny zmíněné pamětihodnosti se nacházejí na ládevské návsi.

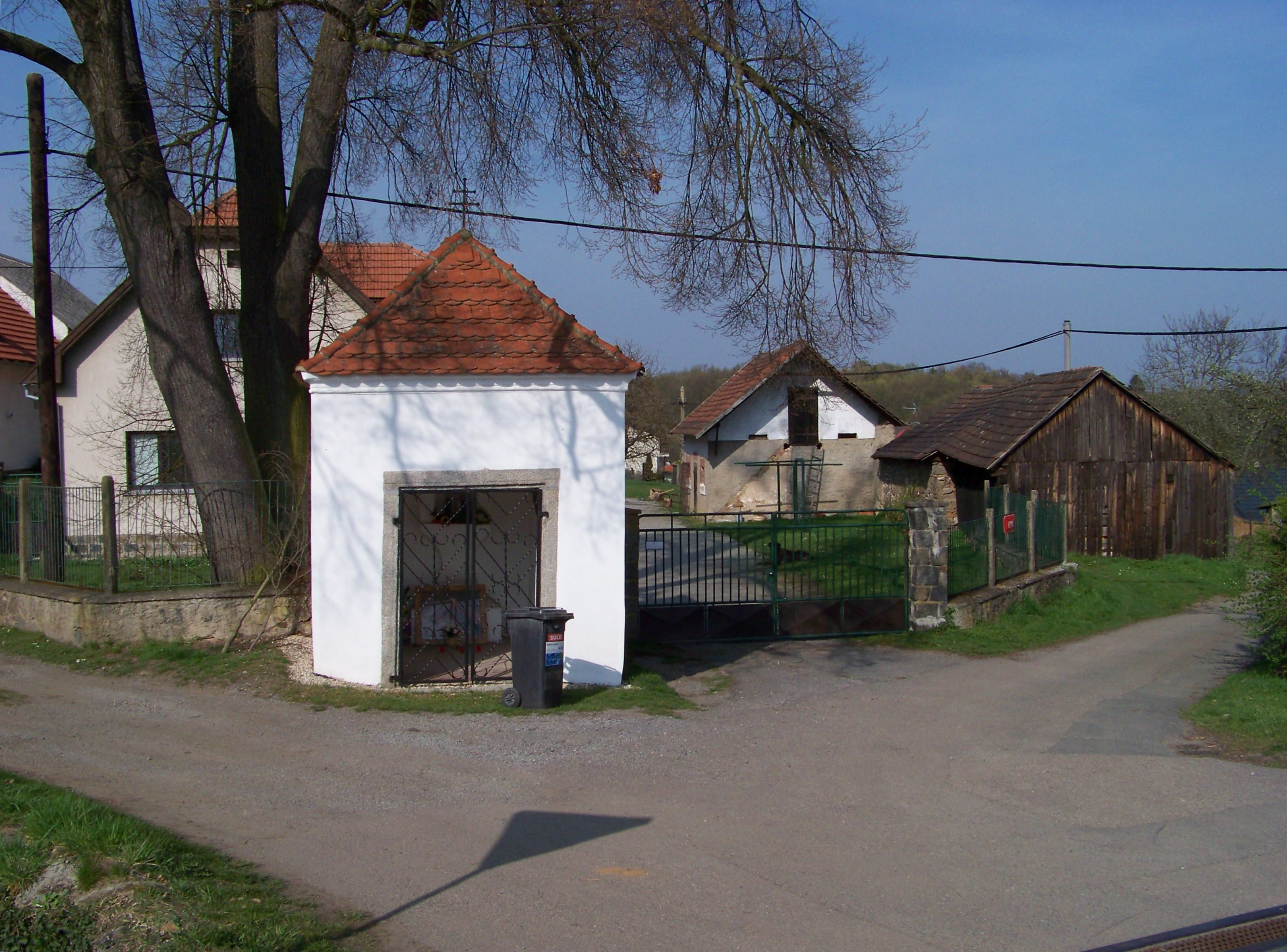
Kaplička sv. Jana Nepomuckého

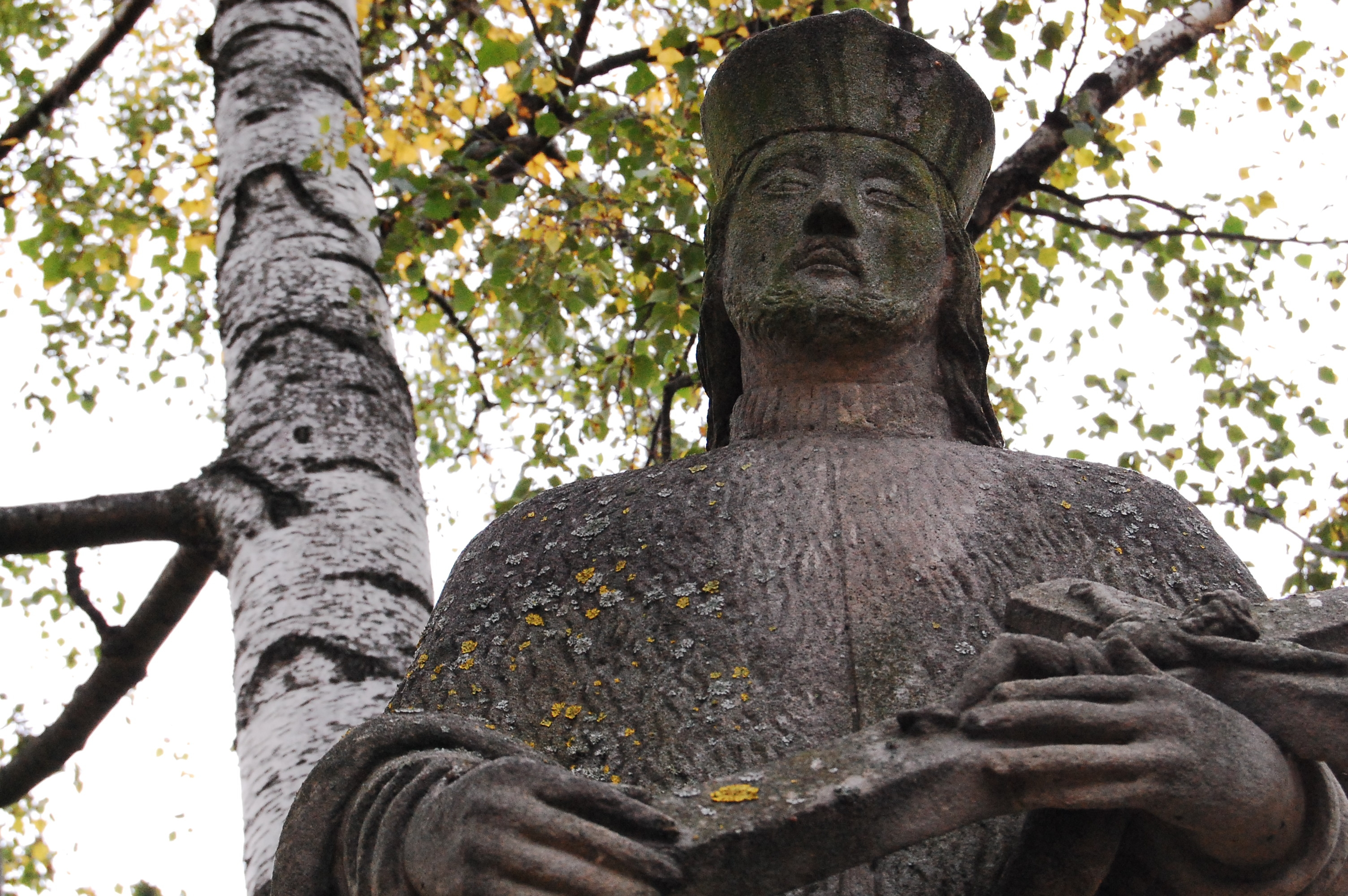
Sv. Jan Nepomucký na Ládví

## Zajímavost
Díky dobré dopravní dostupnosti od Prahy stalo se Ládví oblíbenou rekreační oblastí. Mezi známé osobnosti, které na Ládví žily nebo se zde rekreovaly, patří zasloužilá umělkyně Růžena Nasková, která si zde s manželem postavila letní vilu. Od padesátých let 20. století žila ve vile po Růženě Naskové Věra Ferbasová. Vedle této vily v domě ve stylu selského baroka žil v letech 1921–1956 operní pěvec Vilém Zítek. Další známou osobností byl sochař Karel Lidický, který měl na Ládví rekreační chatu s ovocným sadem. Na svou chatu sem rovněž jezdíval sportovní redaktor Josef Laufer nebo klavírista Jiří Malásek. Na jaře roku 1966 v prvorepublikové vile Venkov v části Ládví – Valnovka (v Lomené ulici č. 1478) pobýval revolucionář Che Guevara.
Na Ládví se také nacházel výletní hotel s terasovou kavárnou Bellevue, který se v letech 1945-1947 stal spolu s nedalekými zámky Lojovice, Kamenice a Štiřín ozdravovnou pro děti z koncentračních a internačních táborů nazvanou „Akce zámky“. Na místě hotelu Bellevue dnes stojí stejnojmenný bytový dům.